# 징기스칸 (음악 그룹)
징기스칸(독일어: Dschinghis Khan)은 1979년에 만들어진 독일의 유로디스코 팝 밴드이다. 이 그룹의 이름은 몽골 제국의 황제 칭기즈 칸의 이름을 독일어식으로 표기한 것이다. 랄프 지겔이 작곡 및 배급을 하고 베른트 마이눙어가 작사한 노래 이름이기도 하다. 디스코 붐의 절정기에 보니 M., 아라베스크, 실버 컨벤션 등 다른 독일 밴드 이후에 탄생했으며 미국을 제외한 전 세계적으로 인기를 끌었다. 그들의 노래는 역사적인 주제 및 외국 문화에 초점을 맞추고 있다. 비록 그룹은 1980년대 중반에 해체되었지만 인터넷의 활약으로 최근에 다시 인기를 얻고 있다. 한국에서는 그들의 노래 징기스칸을 풍자한 플래시 동영상이 인기를 끌고 있다. 멤버구성이 보니 M.과는 정반대인데 징기스칸은 초창기 한정으로 멤버 전원이 백인이며 남자 4명과 여자 2명인 반면 보니 M.은 멤버 전원이 흑인이며 남자 1명과 여자 3명이다. 징기스칸 2기는 남자 4명과 여자 2명은 유지하되, 굳이 인종을 구분하진 않는다.

## 역사
프랑크 파리안이 보니 M.으로 크게 성공하자 랄프 지겔은 여기에 큰 영향을 받아서 징기스칸을 결성했다. 남아프리카 공화국 출신의 발레리노인 루이 핸드릭 포트기터를 메인 댄서인 '칸'으로 삼고 헝가리 출신 드러머인 레슬리 만도키를 리더로 삼았다. 그리고 볼프강과 헨리에테 부부를 영입했고 스티브 벤더와 과부가 된 지 얼마 안 된 에디나 팝을 영입해 구성했다. 이 때 팀 최연장자인 에디나 팝은 이미 불혹을 앞두고 있었다.
멤버 중 볼프강 하이헬과 헨리에테 스트로벨은 징기스칸이 결성되기 전에 이미 결혼한 부부 사이였으며 슬하에 아들 쿠르트 하이헬이 있었다. 공교롭게도 이 부부는 징기스칸이 해체되자마자 바로 이혼했다.
해체 이후 칸을 담당했던 루이 헨드릭 포트기터가 1993년 에이즈로 사망했다. 2005년 후반에 그룹이 재결성되었다. 슈테판 트랙(Stefan Track)이 죽은 포트기터가 담당했던 "칸" 역할을 대신하였다. 2005년 10월 17일 모스크바의 올림픽 경기장에서 공연을 하기도 했지만 2006년 5월 7일 스티브 벤더가 암으로 죽은 이후 4명만 남은 채로 현재까지 활동 중이다. 그렇지만 에디나 팝은 이미 팔순을 넘기는 등 멤버들이 모두 고령인 탓에 이제는 무대에 서면 노래만 부르고 춤은 백댄서들로 대체하였다.
2018년 볼프강 하이헬이 제멋대로 백댄서들을 빼서 자신만의 징기스칸을 따로 결성했다. 이 사건으로 인해 볼프강 하이헬과 랄프 지겔은 척을 졌다. 볼프강 하이헬이 '칸'이던 슈테판 트랙을 빼가는 바람에 랄프 지겔은 클라우스 쿠프레이트를 새로운 '칸'으로 선발해야만 했다. 반면 안젤리카 에를라허는 볼프강 하이헬의 요구를 거절하고 팀에 남았으며 그 댓가로 징기스칸의 정식 멤버로 승격했다.
2023년 부로 멤버들이 완전히 물갈이 되었다. 이 과정에서 랄프 지겔과 볼프강 하이헬이 '가수 징기스칸'의 저작권을 놓고 법정싸움을 벌였다.
- 랄프 지겔이 승소하면 볼프강 하이헬은 독일 가요계에서 영구 퇴출된다.
- 볼프강 하이헬이 승소하면 랄프 지겔은 독일의 모든 방송국에 출연할 수 없다.

결국 랄프 지겔이 승소해서 '가수 징기스칸'의 저작권은 랄프 지겔의 소유가 되었으며, 볼프강 하이헬은 독일 가요계에서 추방 당했다. 그래서 볼프강 하이헬은 오직 러시아, 벨라루스, 카자흐스탄 등 동유럽에서만 활동한다.
새로 결성된 징기스칸의 멤버는 다음과 같다.
- 클라우스 쿠프레이트(Claus Kupreit): 원래 예정된 멤버는 아니었으나, '칸'이었던 슈테판 트렉이 볼프강 하이헬이 제멋대로 결성한 또다른 징기스칸으로 합류하자 새로 선발한 '칸'이다.
- 안젤리카 에를라허(Angelika Erlacher): 슈테판 트렉과 같이 활동하던 백댄서였으나 슈테판 트렉과는 달리 팀에 남았으며 결국 백댄서에서 정식 멤버로 승격했다.
- 람 비랏 페트노이(Läm Virat Phetnoi): 동남아시아인으로 슈테판 트렉과 같이 활동하던 백댄서였으며, 실제 칭기즈 칸이 황인종이라는 것에 착안하여 정말로 황인종으로 선발한 멤버이다. 매우 뛰어난 실력의 댄서이다.
- 마르코 마티어스(Marco Matias): 포르투갈계 독일인으로 포르투갈에서 태어난 지 얼마 안 가 독일로 이주했다. 서커스 단원 출신이며 솔로 가수를 하다가 팀에 합류했다.
- 셀리나 콜(Selina Kohl): 가장 나중에 선발된 멤버이며, 마고 로비를 닮은 미인이다.
- 미하엘 터너(Michael Thurner): 오스트리아인으로 뮤지컬 배우를 하며 뮌헨에서 후학을 양성하다가 팀에 합류했다.

## 배신자 볼프강 하이헬
볼프강 하이헬은 징기스칸 그룹을 배신했다. 징기스칸이 멀쩡히 활동하는 와중에도 자기 멋대로 징기스칸을 따로 차려서 활동하는가 하면 자기 마음대로 몽골 정부와 협약하여 징기스칸 홍보대사로 활동했으며, 노래 징기스칸의 뮤직 비디오를 자기 마음대로 몽골식으로 어레인지해서 다시 촬영했다. 딱 여기까지만 랄프 지겔이 묵인했다. 가장 결정적인 일은 원래 있던 '칸'인 슈테판 트랙을 빼서 자기 마음대로 차린 '대립 징기스칸'의 '칸'으로 삼았고 이로인해 징기스칸은 안 해도 되는 오디션을 개최해야만 한 것이다. 이것 때문에 랄프 지겔은 볼프강 하이헬에 대한 활동을 불허했다. 그렇게 랄프 지겔은 오디션을 통해 새 '칸'인 클라우스 쿠프레이트를 선발했다. 여기에 볼프강 하이헬이 징기스칸이라는 그룹 명의 소유권까지 주장하면서 둘은 겉잡을 수 없는 상황까지 갔고 결국 소송으로 맞붙었다. 이 소송에서 볼프강 하이헬이 패했으며 결국 볼프강 하이헬은 독일을 떠났다.
볼프강 하이헬에게 모질게 당한 랄프 지겔은 새 징기스칸을 차리면서 과거 동영상에서 볼프강 하이헬을 최대한 안 보이게 교묘히 편집하고 있다.
그 외에도 볼프강 하이헬은 인격이 별로 좋지 않은데 가수 하기 싫다는 아내 헨리에테를 억지로 끌고 와서 징기스칸의 멤버로 만들었고 이게 원인이 되어 징기스칸이 해체된 이듬해에 볼프강과 헨리에테는 이혼했다. 하지만 두 사람은 계속 친구로 남았다.

### 대립 징기스칸
이 징기스칸은 원래 있던 그룹이 아니라 볼프강 하이헬이 제멋대로 결성한 징기스칸이다. 멤버는 다음과 같다. 볼프강과 슈테판을 제외한 멤버 전원이 러시아인이다.
- 볼프강 하이헬
- 슈테판 트랙
- 레이라 멜라코바
- 안드레이 이바노프
- 데니스 이고노프
- 타냐 게라시모프

## 음반 목록

### 정규
- 《Dschinghis Khan》(1979)
- 《ROM》(1980)
- 《Viva》(1980)
- 《Wir sitzen alle im selben Boot》 (1981)
- 《Helden, Schurken & der Dudelmoser》 (1982)
- 《CORRIDA》(1983)
- 《The Jubilee Album》 (2004)
- 《7 LEBEN》 (2007) 신곡에 히트곡 재녹음

### 싱글
(독일 출시 앨범만)
- Dschinghis Khan (1979)
- Moskau (1979)
- Hadschi Halef Omar (1979)
- Rom (1980)
- Samurai (1980)
- Pistolero (1981)
- Loreley (1981)
- Wir sitzen alle im selben Boot (1981)
- Klabautermann (1982)
- Der Dudelmoser (1982)
- Himalaja (1983)
- Olé Olé

### 편집
- 《DIE GROSSEN ERFOLGE》 (1981)